# Fiadanana (Ambohimahasoa)
Pour les articles homonymes, voir Fiadanana.
Fiadanana est une commune rurale malgache située dans la partie nord-est de la région de la Haute Matsiatra.